# Prasinochrysa polydora
Prasinochrysa polydora là một loài bướm đêm trong họ Geometridae.